# 九圩镇
九圩镇，是中华人民共和国广西壮族自治区河池市金城江区下辖的一个乡镇级行政单位。

## 行政区划
九圩镇下辖以下地区：
九圩社区、三旺社区、那朝村、肯塘村、大村、八万村、北隘村、江潭村、大郭村、六万村、喜洞村、红渡村、那余村、洛水村、拉拱村、梅洞村、龙怀村、板告村、拉架村、高合村、岜林村、山脚村、拉平村、牙洞村和板岜村。